# Anthony Wayne

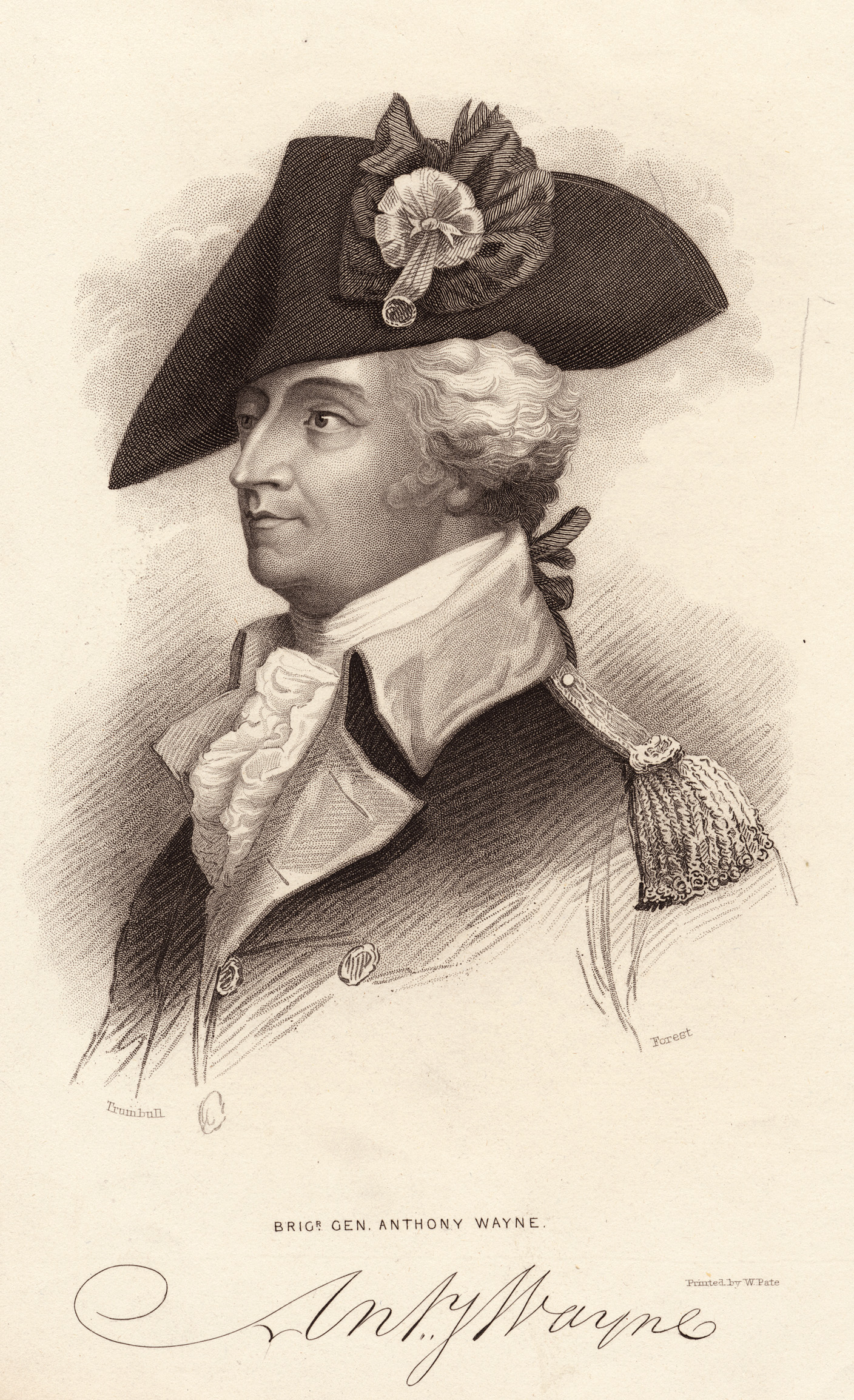
"Mad Anthony" Wayne.

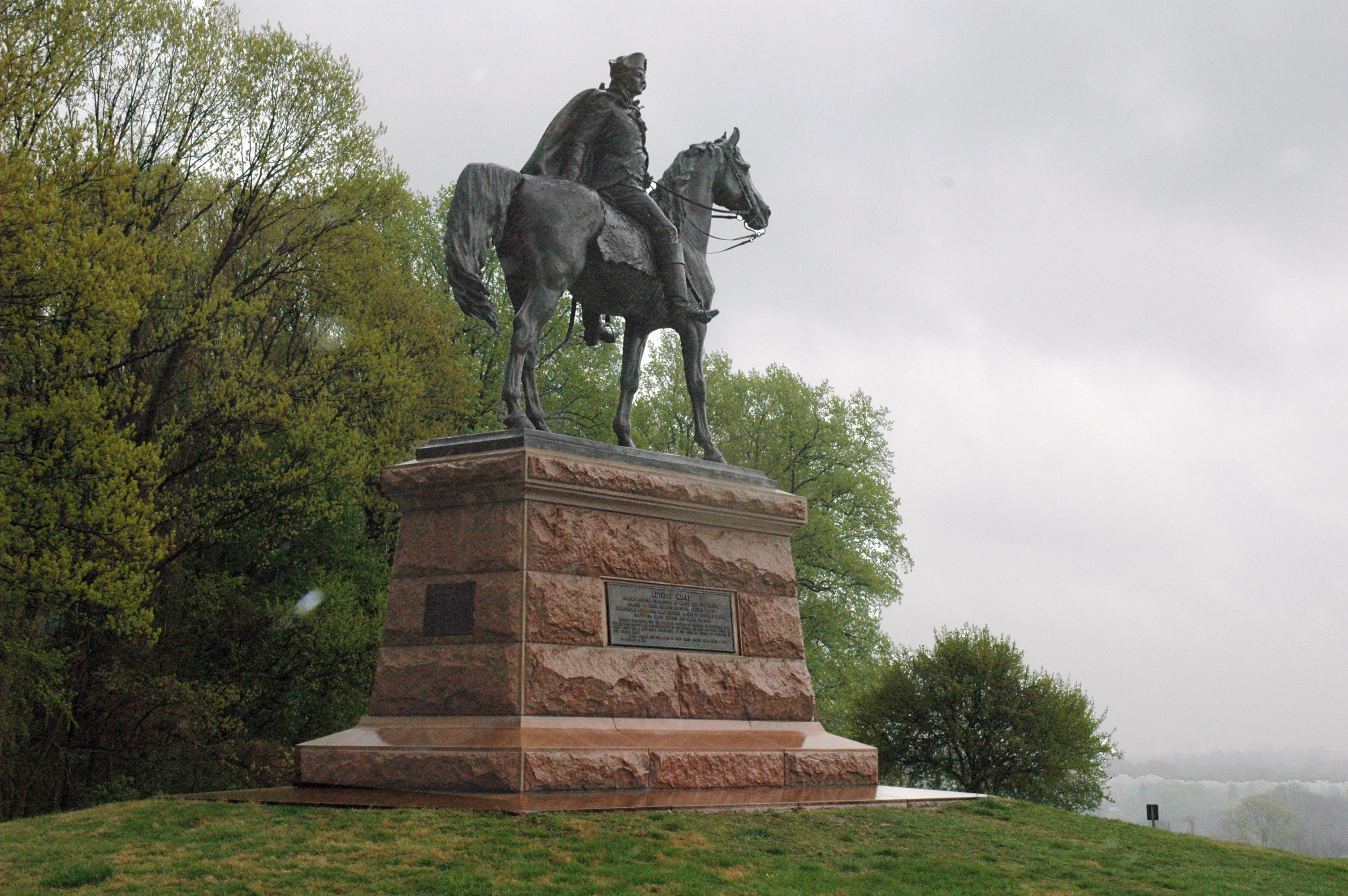
Staty av Wayne vid Valley Forge.

Anthony Wayne, född 1 januari 1745 i Easttown Township, Chester County i Pennsylvania, död 15 december 1796 i Erie i Pennsylvania, var en amerikansk general och statsman. 
Under amerikanska frihetskriget steg Wayne raskt i graderna. Han blev överste 1776 och den 21 februari 1777 blev han utnämnd till brigadgeneral. 
Under Nordvästra indiankriget bidrog Mad Anthony Wayne, som chef för Förenta Staternas Legion, att säkra den amerikanska koloniseringen av Ohio, Indiana, Illinois och Michigan. 
Många grevskap, städer, floder och skolor är uppkallade efter honom. 
- Wayne County, Georgia
- Wayne County, Illinois
- Wayne County, Indiana
- Wayne County, Michigan
- Wayne County, North Carolina
- Wayne County, New York
- Wayne County, Ohio
- Wayne County, Pennsylvania
- Wayne County, West Virginia